# Most Akademie
Most Akademie, italsky Ponte dell'Accademia, je benátský most. Je jedním ze čtyř (most Rialto, Ponte degli Scalzi, most Ústavy), které vedou přes Canal Grande.

## Historie
Původně železný most byl otevřen 20. listopadu 1854. 
V době, kdy byl v havarijním stavu, bylo rozhodnuto postavit zde kamenný most. Vítězný návrh nebyl nikdy realizován, místo toho byl postaven dřevěný most dle projektu inženýra Eugenia Miozziho (1889-1979), který byl otevřen 15. ledna 1933. Současná stavba je opět kovová.